# Deltar

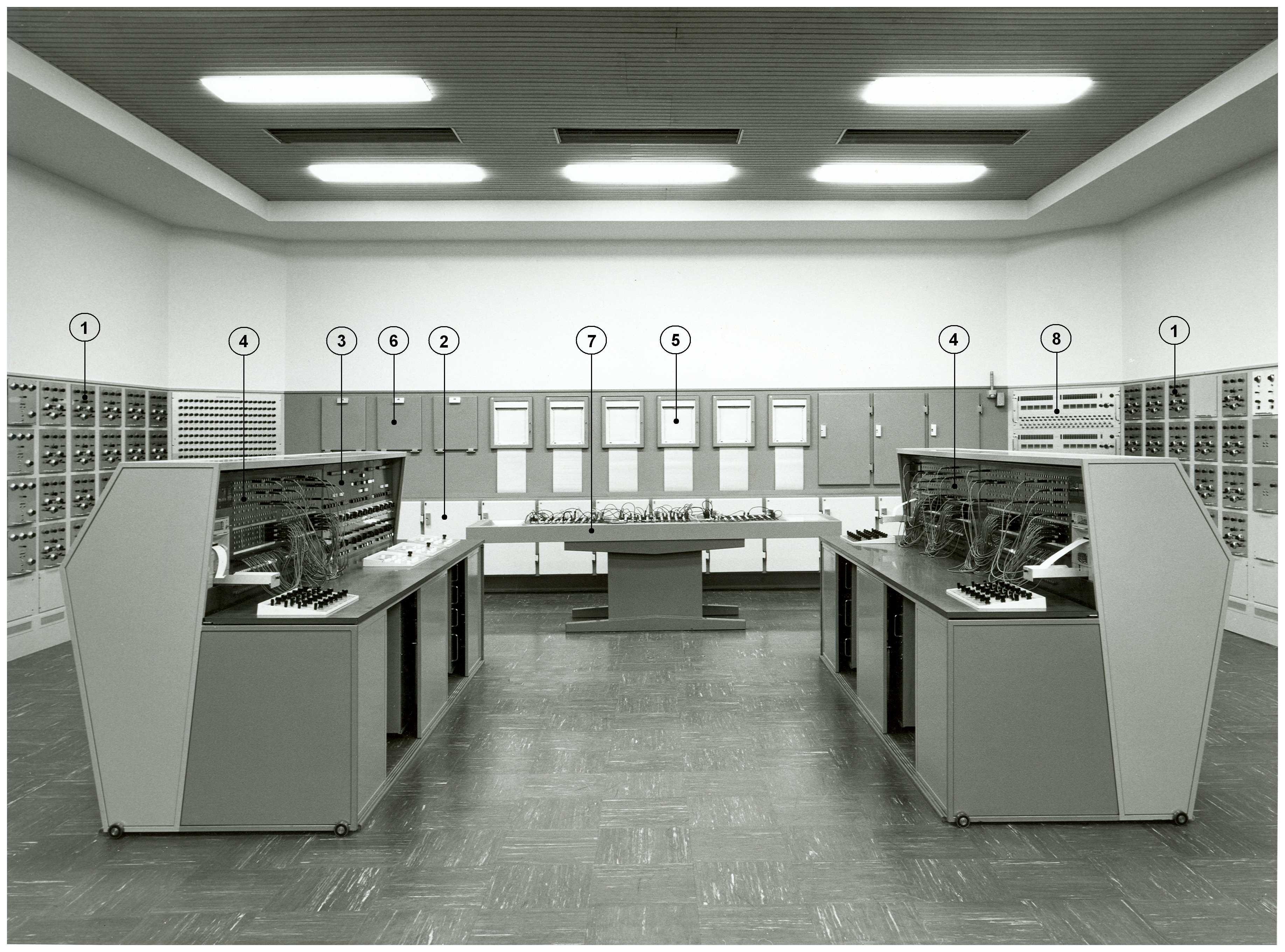
Disposition du Deltar. 1. Sections analogie des cours d'eau 2. Équipements périphériques (Ruban perforé) 3. Salle de Contrôle 4. Salle de mesures 5. Sorties analogique (enregistrements) 6. Sortie numérique (ruban perforé) 7. Tableau de connexion (configuration des variantes des cours d'eau) 8. Ventilation.

Le Deltar (Delta Getij Analogon Rekenmachine, en néerlandais : calculatrice analogique des marées du plan Delta) était un calculateur analogique, utilisé de 1960 à 1984 pour la conception et la mise en œuvre des travaux du plan Delta.
L'ordinateur a été conçu et construit dans le but d'effectuer les calculs complexes nécessaires pour prédire les effets des barrages, digues et barrage anti-tempête sur les marées dans l'estuaire du delta de la Meuse et du Rhin et de l'Escaut.
La conception du Deltar était fondée sur l'analogie qui existe entre les propriétés et le comportement de l'eau et de l'électricité, en faisant des analogies avec les éléments tels que la hauteur de l'eau, son débit et son stockage. La conception du calcul utilisait essentiellement les notions électriques, charge, potentiel, inductance et capacité. Cette machine est basée sur les idées de Dr. Ir. Johan van Veen.
Après 1984, cet outil a été démonté et en partie détruit. Quelques éléments se retrouvent aujourd'hui dans le Deltapark Neeltje Jans.

## Reference
- Van Veen "Analogie entre marées et courants alternatifs" La houle Blanche (1947) 5 - pp 401 - 416